# Jan Cornelius van Sambeek
Jan Cornelius van Sambeek MAfr, auch John van Sambeek, (* 23. April 1886 in Veldhoven; † 25. Dezember 1966 in Kabanga, Tansania) war ein niederländischer Ordensgeistlicher und römisch-katholischer Bischof von Kigoma.

## Leben
Jan Cornelius van Sambeek trat der Ordensgemeinschaft der Weißen Väter bei. Nach dem Studium der Philosophie und der Katholischen Theologie am Priesterseminar der Weißen Väter in Karthago empfing er am 29. Juni 1911 das Sakrament der Priesterweihe.
Bis 1919 war Jan Cornelius van Sambeek in den Niederlanden tätig, bevor er Missionar in Chilubula in Nordrhodesien wurde. In den folgenden Jahren widmete er sich der Gründung von katholischen Schulen. 1927 gründete er in Rosa ein Ausbildungszentrum für Lehrer und wurde dessen Direktor. Später war Jan Cornelius van Sambeek zudem als Verantwortlicher für die katholischen Schulen im Apostolischen Vikariat Bangueolo tätig. In dieser Zeit verfasste er einige Schulbücher in der lokalen Sprache Bemba. 1932 wirkte er kurzzeitig in der Mission sui juris Tukuyu. Am 23. Mai 1933 wurde Jan Cornelius van Sambeek Superior der Mission sui juris Lwangwa. 1934 gründete er Missionsstationen in Ilondola und Chalabesa sowie 1936 in Katibunga, Mpika, Mulilansolo und Chinsali.
Am 19. November 1936 ernannte ihn Papst Pius XI. zum Titularbischof von Gergis und zum Apostolischen Vikar von Tanganjika (später: Kigoma). Der Apostolische Vikar von Mwanza, Anton Oomen MAfr, spendete ihm am 7. März 1937 die Bischofsweihe; Mitkonsekratoren waren der Koadjutorvikar von Upper Congo, Auguste-Léopold Huys MAfr, und der Apostolische Vikar von Bagamoyo, Bernhard Gerhard Hilhorst CSSp.
Jan Cornelius van Sambeek wurde am 25. März 1953 infolge der Erhebung des Apostolischen Vikariats Kigoma zum Bistum erster Bischof von Kigoma. Papst Pius XII. nahm am 22. November 1957 das von Jan Cornelius van Sambeek vorgebrachte Rücktrittsgesuch an und ernannte ihn zum Titularbischof von Tracula. Er nahm an der zweiten Sitzungsperiode des Zweiten Vatikanischen Konzils teil.